# Fiamme Oro Rugby
Maillots
Actualités
Dernière mise à jour : 24 septembre 2022.
Les Fiamme Oro Rugby sont un club de rugby à XV italien basé à Rome, section du club omnisports du Gruppo Sportivo Fiamme Oro de la police italienne. Il évolue en  première division, la Serie A Élite.

## Historique
La naissance de la section rugby remonte à 1955, environ un an après la fondation de la division sportive de la Police d'État. Sa création est à mettre à l'initiative d'une vingtaine de personnes membres de la deuxième Unité Mobile de Padoue.
Dès ses débuts, l'équipe s'impose comme une des plus performantes du pays. Après avoir fait ses débuts en championnat en 1956-57, elle est championne d'Italie 4 saisons d'affilée, de 1958 à 1961. Pendant cette période, l'équipe a jusqu'à 12 joueurs sélectionnés en équipe nationale. Les saisons suivantes, le club maintient ses bons résultats, finissant plusieurs fois deuxième, et remportant même un nouveau titre national en 1968, ainsi que la première de leur 4 coupes d'Italie.
Mais les années 70 verront les résultats se dégrader à tel point que l'équipe est reléguée en 1978 après 22 saisons consécutives en première division. La section rugby du club omnisports Fiamme Oro est dissoute.
C'est en 1985 que la police relance son club de rugby, à Milan, au sein de la troisième Unité Mobile. Le club redémarre en Serie C1. En 1987 il déménage à Rome. En 1993 il est promu en Serie A2, puis en Serie A1 (la première division) dès 1997. L'équipe se maintient mais descend la saison suivante. En 2003 le club est relégué en Serie B (troisième division).
Le nouveau président Armando Forgione veut ramener le club au plus haut niveau. Dès la première saison l'équipe fait l'ascenseur avec une montée suivie d'une relégation. Puis elle se stabilise en Serie B, toujours ambitieuse, et obtient enfin sa promotion en 2009 et enchaine avec une deuxième montée en 2010. Depuis le club n'a plus quitté l'élite et a réussi à atteindre les demi-finales à deux reprises (en 2015 et 2018).

## Palmarès
- Champion d'Italie (5) :  1958, 1959, 1960, 1961, 1968.
- Vainqueur de la coupe d'Italie (4) : 1968, 1969, 1971, 1972.

## Effectif de la saison 2017-2018
| Nom                 | Poste            | Date de naissance | Nationalité sportive | Sélections (Points) | Club précédent               | Année d'arrivée au club |
| ------------------- | ---------------- | ----------------- | -------------------- | ------------------- | ---------------------------- | ----------------------- |
| Alessio Ceglie      | Pilier           | 01/02/1988        | Italie               | -                   | Mogliano Rugby SSD           | 2014                    |
| Fabio Cocivera      | Pilier           | 22/06/1989        | Italie               | -                   | formé au club                | -                       |
| Giuseppe Di Stefano | Pilier           | 18/03/1989        | Italie               | -                   | formé au club                | -                       |
| George Iacob        | Pilier           | 23/04/1990        | Italie               | -                   | Rugby Rovigo                 | 2017                    |
| Stefano Iovenitti   | Pilier           | 23/05/1993        | Italie               | -                   | L'Aquila Rugby               | 2015                    |
| Niccolo Zago        | Pilier           | 31/10/1992        | Italie               | -                   | Petrarca Rugby Padoue        | 2017                    |
| Adriano Daniele     | Talonneur        | 06/08/1994        | Italie               | -                   | Rugby Lyons Piacenza         | 2017                    |
| Amar Kudin          | Talonneur        | 02/08/1992        | Italie               | -                   | Amatori Rugby San Donà       | 2016                    |
| Alain Moriconi      | Talonneur        | 17/10/1993        | Italie               | -                   | Unione Rugby Capitolina      | 2014                    |
| Emiliano Caffini    | 2° Ligne         | 07/12/1989        | Italie               | -                   | Zebre                        | 2016                    |
| Matteo Cornelli     | 2° Ligne         | 06/06/1995        | Italie               | -                   | Rugby Lyons Piacenza         | 2016                    |
| Davide Fragnito     | 2° Ligne         | 03/02/1996        | Italie               | -                   | formé au club                | -                       |
| Alfio Mammana       | 2° Ligne         | 05/03/1992        | Italie               | -                   | L'Aquila Rugby               | 2012                    |
| Mirko Amenta        | 3° Ligne         | 08/05/1991        | Italie               | -                   | Crociati Rugby Football Club | 2013                    |
| Dennis Bergamin     | 3° Ligne         | 19/02/1996        | Italie               | -                   | formé au club                | -                       |
| Jacopo Bianchi      | 3° Ligne         | 05/05/1998        | Italie               | -                   | formé au club                | -                       |
| Filippo Cristiano   | 3° Ligne         | 13/03/1987        | Italie               | -                   | Zebre                        | 2016                    |
| Gianmarco Duca      | 3° Ligne         | 15/01/1991        | Italie               | -                   | San Gregorio Catania Rugby   | 2012                    |
| Simone Favaro       | 3° Ligne         | 07/11/1988        | Italie               | 36 (10)             | Glasgow Warriors             | 2017                    |
| Giovanni Licata     | 3° Ligne         | 18/02/1997        | Italie               | 5 (0)               | Zebre                        | 2017                    |
| Matteo Zitelli      | 3° Ligne         | 04/10/1989        | Italie               | -                   | formé au club                |                         |
| Guido Calabrese     | Demi de mêlée    | 18/06/1992        | Italie               | -                   | Rugby Rovigo                 | 2014                    |
| Luca Martinelli     | Demi de mêlée    | 09/03/1989        | Italie               | -                   | Lazio Rugby                  | 2017                    |
| Simone Parisotto    | Demi de mêlée    | 30/03/1994        | Italie               |                     | formé au club                |                         |
| Filippo Buscema     | Demi d'ouverture | 18/03/1994        | Italie               | -                   | Calvisano                    | 2016                    |
| Chauncy Edwardson   | Centre           | 18/04/1991        | Nouvelle-Zélande     | -                   | Waikato Chiefs               | 2017                    |
| Roberto Quartaroli  | Centre           | 29/03/1988        | Italie               | 1 (0)               | Rugby Viadana                | 2015                    |
| Giovanni Massaro    | Centre           | 18/10/1988        | Italie               | -                   | formé au club                |                         |
| Samuel Seno         | Centre           | 28/01/1994        | Italie               | -                   | Amatori Rugby San Donà       | 2015                    |
| Andrea Bacchetti    | Ailier           | 04/07/1988        | Italie               | 2 (0)               | Rugby Rovigo                 | 2013                    |
| Marco Di Massimo    | Ailier           | 14/01/1987        | Italie               | -                   | L'Aquila Rugby               | 2013                    |
| Matteo Gabbianelli  | Ailier           | 14/07/1995        | Italie               | -                   | Rugby Viadana                | 2017                    |
| Michele Sepe        | Ailier           | 08/10/1986        | Italie               | 3 (5)               | Cavalieri Prato              | 2013                    |
| Matteo Gasparini    | Arrière          | 17/07/1994        | Italie               | -                   | formé au club                |                         |
| Junior Ngaluafe     | Arrière          | 24/11/1991        | Nouvelle-Zélande     | -                   | Southland Rugby              | 2017                    |
| Pietro Valscatelli  | Arrière          | 11/02/1987        | Italie               | -                   | San Gregorio Catania Rugby   | 2012                    |

## Joueurs célèbres
- Simone Favaro